# Ficzere Lajos
Ficzere Lajos (Borsodivánka, 1935. október 12. – 2025. február 2.) magyar jogász, közigazgatási szakember, egyetemi tanár. A Magyar Tudományos Akadémia Közigazgatás-tudományi Bizottságának alelnöke, a Nemzetközi Közigazgatási Intézet magyar nemzeti szekciójának tagja. A Jogállam főszerkesztője. Az állam- és jogtudományok kandidátusa (1970), az állam- és jogtudományok doktora (1985). A Magyar Tudományos Akadémia doktora (1985).

## Életpályája
1955–1960 között a Leningrádi Állami Egyetemen jogot tanult. 1960–1971 között a Magyar Tudományos Akadémia Állami- és Jogtudományi Intézetének tudományos munkatársa volt. 1963 óta egyetemi oktató az ELTE Állam- és Jogtudományi Karán. 
1971–1976 között Moszkvában a Kölcsönös Gazdasági Segítség Tanácsa Titkárságának jogi osztályán volt tanácsos. 1971–1985 között az Eötvös Loránd Tudományegyetem Jogtudományi Kar államigazgatási jogi tanszékének címzetes egyetemi docense, 1986–2005 között egyetemi tanára, 1993–2000 között dékánja volt. 
1976–1980 között a Minisztertanács Nemzetközi Gazdasági Kapcsolatok Titkársága főosztályvezető-helyettese volt. 1980–1986 között a Minisztertanács Titkársága főosztályvezetője volt. 1988–2000 között az Eötvös Loránd Tudományegyetem Jogtudományi Karán az Államigazgatási Jogi Tanszék vezetője volt. 1995–2000 között a Magyar Akkreditációs Bizottság tagja, 1997–1998 között alelnöke volt. 1999-től az Európai Jogakadémia elnöke. 2000–2003 között az Eötvös Loránd Tudományegyetem-Széchenyi István Főiskola Állami- és Jogtudományi Oktatási Intézetének igazgatója volt. 2000-ben a Felsőoktatási Tudományos Tanács tagja lett. 2000–2004 között a Felsőoktatási Tudományos Tanács elnöke volt. 2001–2006 között az Országos Választási Bizottság elnöke volt. 2004–2008 között a Felsőoktatási Tudományos Tanács újbóli tagja lett. 2005 óta emeritus professzor.
Kutatási területe a közigazgatás, a gazdaságirányítás, a nemzetközi gazdasági kapcsolatok jogtudományi kérdései.

## Családja
1961-ben házasságot kötött Sirko Alexandra (1940-) jogásszal. Két lányuk született: Rita (1963) és Marianna (1966).

## Főbb művei
- Szólás- és sajtószabadság (1965)
- Sajtójogi intézmények a tőkés államokban; közrem. Lázár Miklós, Pulay Gábor, Sebestyén Pál; Házi soksz., Budapest, 1965 (A Magyar Tudományos Akadémia Állam- és Jogtudományi Intézete Jogösszehasonlító Osztályának kiadványai)
- Ficzere Lajos–Trócsányi László: A dolgozók részvétele a vállalatok igazgatásában; MTA KESZ, Budapest, 1966 (A gazdasági irányítás igazgatási és jogi kérdései)
- Ficzere Lajos–Horváth Anna: Az európai szocialista országok községi törvényhozása; MTA Állam- és Jogtudományi Intézete Jogösszehasonlító Osztálya, Budapest, 1966 (A Magyar Tudományos Akadémia Állam- és Jogtudományi Intézete Jogösszehasonlító Osztályának kiadványai)
- Az állami vállalat jogállása egyes szocialista országokban; MTA, Budapest, 1967 (A gazdasági irányítás igazgatási és jogi kérdései)
- Az állami vállalat a gazdaságirányítás új rendszerében (1970)
- The Socialist State Enterprise (1974)
- Ficzere Lajos–Sárközy Tamás: A KGST-országok nemzetközi gazdálkodó szervezeteinek alapvető jogi kérdései; Közgazdasági és Jogi, Budapest, 1978
- A népgazdaság igazgatásának elvi alapjai, szervezete, irányításának eszközrendszere. Az ipar igazgatása; Államigazgatási Főiskola, Budapest, 1980
- Grundlegende Rechtsfragen der Internationalen Wirtschaftenden Organisationen der RWG-Länder (társszerző, 1981)
- Tanulmányok a kormányzati tevékenység továbbfejlesztéséről (2. kötet, 1983)
- A gazdaság irányításának jellege, az irányítás szervezete, eszközei és módszerei; Főirány Programiroda, Budapest, 1984
- A kormányzati gazdaságirányítás funkciói (1987)
- A KGST működésének intézményi és jogi alapjai (1987)
- Politikai rendszer, pluralizmus, jogállam (társszerző, 1989)
- Government and Economy (1990)
- A felsőoktatás konzultációs rendszere (1992)
- The higher education and society; Theconsultation mechanism of the upper education (1992)
- Tanulmányok a kormány döntési rendszeréről (társszerző, 1994)
- A kormány döntési rendszere, a kormány mellett működő testületek; Korszerűsítési koncepció irányai (1994)
- Irányítás és felügyelet közigazgatási dilemmái (1994)
- Ficzere Lajos–Molnár Miklós–Tamás András: Tanulmányok a közigazgatás szervezeti és jogi intézményei köréből. Oktatási anyag; Unió, Budapest, 1995
- Alkotmány és közigazgatás (1996)
- Az alkotmányozási folyamat egyes általános kérdései (1998)
- Az európai integráció fejlődése és struktúrája (1999)
- Magyar közigazgatási jog (szerkesztő, társszerző, 1999)
- Választási rendszerünk továbbfejlesztése (2003)
- Az európai közigazgatási térség alapvonásai (2005)
- A választás történelmi alakulása, értelmezése, funkciói, a választási rendszer jellemzői és típusai (2010)
- Európai közigazgatás – nemzeti közigazgatás (2011)

## Díjai, elismerései
- Akadémiai díj (megosztva, 1967)
- Közigazgatásért Díj (1999)
- az Eötvös Loránd Tudományegyetem Aranyérme (2000)
- Eötvös-gyűrű (2005)
- A Magyar Köztársasági Érdemrend középkeresztje (2006)
- Magyary Zoltán-díj (2007)